# Rugby-League-Weltmeisterschaft 2017/Gruppe D
Die Gruppe D der Rugby-League-Weltmeisterschaft 2017 umfasst Fidschi, die USA und Italien. Die Gruppenspiele finden zwischen dem 28. Oktober und dem 10. November statt. Außerdem absolviert jede Mannschaft ein sogenanntes Intergruppenspiel gegen eine Mannschaft aus Gruppe C.

## Tabelle
|    | Land               | Spiele | Siege | Unent. | Ndlg. | Spiel- punkte | Diff. | Tabellen- punkte |
| -- | ------------------ | ------ | ----- | ------ | ----- | ------------- | ----- | ---------------- |
| 1. | Fidschi            | 3      | 3     | 0      | 0     | 168:28        | + 140 | 6                |
| 2. | Italien            | 3      | 1     | 0      | 2     | 68:74         | − 6   | 2                |
| 3. | Vereinigte Staaten | 3      | 0     | 0      | 3     | 12:168        | − 156 | 0                |

## Spiele

### Fidschi – USA
| 28. Oktober 19:40 | Fidschi | 58 : 12        | Vereinigte Staaten                                                   | Townsville Stadium, Townsville Zuschauer: 5.103 Schiedsrichter: Henry Perenara |
| 28. Oktober 19:40 | Versuche: Milne 3. n.erh., 11. erh. Naiqama 7. erh., 30. erh. Uate 14. n.erh. Evans 17. erh. Vunivalu 35. n.erh., 64. n.erh. Jarryd Hayne 46. erh. Kikau 60. erh. Raiwalui 66. erh. Erhöhungen: Koroisau (5/8) Milne (2/3) | (36:6) Bericht | Versuche: Shipway 21. erh. Vaivai 72. erh. Erhöhungen: Fariamo (2/2) | Townsville Stadium, Townsville Zuschauer: 5.103 Schiedsrichter: Henry Perenara |

| 01                 | Kevin Naiqama    |
| 02                 | Suliasi Vunivalu |
| 03                 | Taane Milne      |
| 04                 | Akuila Uate      |
| 05                 | Marcelo Montoya  |
| 06                 | Jarryd Hayne     |
| 07                 | Henry Raiwalui   |
| 08                 | Ashton Sims      |
| 09                 | Apisai Koroisau  |
| 10                 | Kane Evans       |
| 11                 | Viliame Kikau    |
| 18                 | Brayden Wiliame  |
| 13                 | Tui Kamikamica   |
| Auswechselspieler: |                  |
| 14                 | Joe Lovodua      |
| 15                 | Jacob Saifiti    |
| 16                 | Eloni Vunakece   |
| 17                 | Ben Nakubuwai    |

| 01                 | Corey Makelim    |
| 02                 | Ryan Burroughs   |
| 03                 | Junior Vaivai    |
| 04                 | Taylor Alley     |
| 05                 | Bureta Faraimo   |
| 06                 | Kristian Freed   |
| 11                 | Daniel Howard    |
| 08                 | Eddy Pettybourne |
| 09                 | David Marando    |
| 10                 | Mark Offerdahl   |
| 16                 | Stephen Howard   |
| 12                 | Matt Shipway     |
| 13                 | Nick Newlin      |
| Auswechselspieler: |                  |
| 07                 | Tui Samoa        |
| 15                 | Andrew Kneisly   |
| 19                 | Joe Eichner      |
| 21                 | Josh Rice        |

### Italien – USA
| 5. November 16:00 | Italien | 46 : 0         | Vereinigte Staaten | Townsville Stadium, Townsville Zuschauer: 7.732 Schiedsrichter: Ashley Klein |
| 5. November 16:00 | Versuche: Tramontana 8. erh., 37. erh. Tedesco 14. erh., 43. erh. Mantellato 18. n.erh. Ghietti 25. erh. Vaughan 59. erh. Cerruto 73. erh. Erhöhungen: Mantellato (7/8) | (28:0) Bericht |                    | Townsville Stadium, Townsville Zuschauer: 7.732 Schiedsrichter: Ashley Klein |

| 02                 | Mason Cerruto       |
| 14                 | Chris Centrone      |
| 03                 | Justin Castellaro   |
| 04                 | Nathan Milone       |
| 05                 | Josh Mantellato     |
| 01                 | James Tedesco       |
| 07                 | Ryan Ghietti        |
| 08                 | Paul Vaughan        |
| 09                 | Joey Tramontana     |
| 10                 | Daniel Alvaro       |
| 17                 | Jayden Walker       |
| 12                 | Mark Minichiello    |
| 13                 | Nathan Brown        |
| Auswechselspieler: |                     |
| 11                 | Joel Riethmuller    |
| 15                 | Brendan Santi       |
| 16                 | Shannon Wakeman     |
| 21                 | Christophe Calegari |

| 01                 | Corey Makelim          |
| 02                 | Ryan Burroughs         |
| 03                 | Junior Vaivai          |
| 21                 | Josh Rice              |
| 05                 | Bureta Faraimo         |
| 06                 | Kristian Freed         |
| 07                 | Tui Samoa              |
| 08                 | Eddy Pettybourne       |
| 09                 | David Marando          |
| 10                 | Mark Offerdahl         |
| 11                 | Daniel Howard          |
| 12                 | Matt Shipway           |
| 17                 | Gabriel Farley         |
| Auswechselspieler: |                        |
| 14                 | Sam Tochterman-Talbott |
| 15                 | Fotukava Malu          |
| 18                 | C. J. Cortalano        |
| 20                 | David Ulch             |

### Fidschi – Italien
| 10. November 19:40 | Fidschi | 38 : 10        | Italien                                                                      | Canberra Stadium, Canberra Zuschauer: 6.733 Schiedsrichter: Robert Hicks |
| 10. November 19:40 | Versuche: Naiqama 28. erh. Raiwalui 40. erh. Wiliame 54. n.erh. Vunivalu 60. erh., 63. erh., 68. erh. Montoya 75. n.erh. Erhöhungen: Koroisau (3/4) Milne (2/3) | (12:4) Bericht | Versuche: Mantellato 20. n.erh. Milone 43. erh. Erhöhungen: Mantellato (1/2) | Canberra Stadium, Canberra Zuschauer: 6.733 Schiedsrichter: Robert Hicks |

| 01                 | Kevin Naiqama    |
| 02                 | Suliasi Vunivalu |
| 03                 | Taane Milne      |
| 04                 | Akuila Uate      |
| 05                 | Marcelo Montoya  |
| 06                 | Jarryd Hayne     |
| 07                 | Henry Raiwalui   |
| 08                 | Ashton Sims      |
| 09                 | Apisai Koroisau  |
| 10                 | Eloni Vunakece   |
| 11                 | Viliame Kikau    |
| 12                 | Brayden Wiliame  |
| 13                 | Tui Kamikamica   |
| Auswechselspieler: |                  |
| 15                 | Jacob Saifiti    |
| 16                 | Junior Roqica    |
| 17                 | Ben Nakubuwai    |
| 18                 | James Storer     |

| 02                 | Mason Cerruto       |
| 20                 | Richard Lepori      |
| 18                 | Christophe Calegari |
| 04                 | Nathan Milone       |
| 05                 | Josh Mantellato     |
| 01                 | James Tedesco       |
| 06                 | Terry Campese       |
| 08                 | Paul Vaughan        |
| 09                 | Joey Tramontana     |
| 10                 | Daniel Alvaro       |
| 17                 | Jayden Walker       |
| 12                 | Mark Minichiello    |
| 13                 | Nathan Brown        |
| Auswechselspieler: |                     |
| 07                 | Ryan Ghietti        |
| 11                 | Joel Riethmuller    |
| 15                 | Brendan Santi       |
| 16                 | Shannon Wakeman     |